# Гвоздики голівчасті
Гвоздики голівчасті (Dianthus capitatus) — багаторічна рослина родини гвоздикових, поширений у південно-східній Європі.

## Опис
Багаторічна трав'яниста рослина до 70 см заввишки, сірувато-зелена. Квітки пурпурові. Насіння щитоподібне, 1.8–2.2 x 1.2–1.5 мм; поверхня дрібно зморшкувата, тьмяна, чорна.

## Поширення
Поширений у південно-східній Європі.